# Linea di confine (Randone)
Linea di confine è un album discografico del gruppo musicale italiano Randone, pubblicato nel 2010 dalla etichetta discografica Electromantic Music.

## Tracce
1. S.I.B.
2. Primo dell'anno
3. Differenze
4. Promesse
5. La cella degli amori estinti
6. Speranze
7. Emanuela
8. Linea di confine
9. Dovresti non scordare
10. Buona notte
11. Preghiera di un re
12. Ritorno
13. 22 aprile
14. La caduta della mia stella
15. Amori
16. Epilogo

## Formazione

### Gruppo
- Nicola Randone: voce, chitarra acustica 12 corde, tastiere
- Riccardo Cascone: batteria e percussioni
- Marco Crispi: chitarra elettrica solista

### Altri musicisti
- Beppe Crovella: moog, mellotron, organo Hammond B3
- Salvo Bruno: basso
- Livio Rabito: basso